# Activitat de les seleccions esportives catalanes - 2002
De l'activitat de les seleccions esportives catalanes de l'any 2002 destaca la celebració a Catalunya del Campionat d'Europa de corfbol en el qual la selecció catalana va aconseguir la setena posició.
Resultats de les seleccions catalanes absolutes durant l'any 2002:
| Gener 2002 |           |         |           |           |                |      |         |       |
| 7          | Waterpolo | Amistós | Barcelona | Catalunya | Austràlia Occ. | 19-4 | Femení  | [ 2 ] |
| 10         | Waterpolo | Amistós | Barcelona | Catalunya | Suècia         | 14-2 | Masculí | [ 3 ] |

| Febrer 2002 |               |         |           |           |           |     |         |  |
| 10          | Futbol platja | Amistós | Barcelona | Catalunya | País Basc | 5-6 | Masculí |  |

| Març 2002 |         |                    |           |           |               |      |          |       |
| 15        | Bowling | Amistós            | Barcelona | Catalunya | Suècia        |      | Masc/fem | [ 4 ] |
| 31        | Corfbol | Campionat d'Europa | Terrassa  | Catalunya | Gran Bretanya | 6-14 | Mixt     |       |

| Abril 2002 |                |                    |             |           |            |          |         |             |
| 1          | Corfbol        | Campionat d'Europa | Terrassa    | Catalunya | Hongria    | 16-15    | Mixt    |             |
| 2          | Corfbol        | Campionat d'Europa | Terrassa    | Catalunya | Alemanya   | 7-14     | Mixt    |             |
| 3          | Corfbol        | Campionat d'Europa | Terrassa    | Catalunya | Portugal   | 16-19    | Mixt    | [ 5 ]       |
| 5          | Corfbol        | Campionat d'Europa | Mataró      | Catalunya | Polònia    | 10-7     | Mixt    | [ 6 ] [ 7 ] |
| 5-6        | Pitch and putt | Amistós            | Sant Cebrià | Catalunya | Irlanda    | 8,5-11,5 | Masculí | [ 8 ] [ 9 ] |
| 6          | Corfbol        | Campionat d'Europa | Terrassa    | Catalunya | Hongria    | 20-13    | Mixt    |             |
| 7          | Corfbol        | Campionat d'Europa | Terrassa    | Catalunya | Eslovàquia | 14-12    | Mixt    |             |

| Maig 2002 |              |                    |                     |           |                                 |     |         |               |
| 18        | Futbol       | Amistós            | Barcelona           | Catalunya | Brasil                          | 1-3 | Masculí | [ 10 ]        |
| 23        | Tennis taula | Amistós            | Les Borges Blanques | Catalunya | Anglaterra                      | 3-1 | Femení  |               |
| 23        | Tennis taula | Amistós            | Les Borges Blanques | Catalunya | Anglaterra                      | 2-3 | Masculí |               |
| 26        | Halterofília | Triangular amistós | Barcelona           |           | Bulgària · Catalunya · Portugal |     | Masculí | [ 11 ] [ 12 ] |

| Juny 2002 |         |         |            |           |         |       |         |               |
| 2         | Handbol | Amistós | Granollers | Catalunya | França  | 20-27 | Masculí | [ 13 ]        |
| 23        | Handbol | Amistós | La Garriga | Catalunya | Japó    | 20-27 | Femení  |               |
| 27        | Bàsquet | Amistós | Barcelona  | Catalunya | Croàcia | 76-72 | Femení  | [ 14 ]        |
| 27        | Bàsquet | Amistós | Barcelona  | Catalunya | Croàcia | 82-75 | Masculí | [ 15 ] [ 16 ] |

| Juliol 2002 |         |                 |                |              |           |       |        |  |
|             | Handbol | Torneig amistós | Corea del Nord | Xina         | Catalunya | 33-19 | Femení |  |
|             | Handbol | Torneig amistós | Corea del Nord | Corea Nord B | Catalunya | 30-20 | Femení |  |
|             | Handbol | Torneig amistós | Corea del Nord | Hong Kong    | Catalunya | 9-32  | Femení |  |
|             | Handbol | Torneig amistós | Corea del Nord | Corea Nord A | Catalunya | 34-21 | Femení |  |

| Setembre 2002 |              |                      |           |           |                                            |              |         |        |
| 6             | Atletisme    | Quadrangular amistós | Barcelona |           | Regne Unit · Cuba · Catalunya · Iugoslàvia | 104 86 81 80 | Masculí | [ 18 ] |
| 6             | Atletisme    | Quadrangular amistós | Barcelona |           | Regne Unit · Iugoslàvia · Cuba · Catalunya | 117 85 68 63 | Femení  | [ 18 ] |
| 11            | Hoquei herba | Amistós              | Terrassa  | Catalunya | França                                     | 3*-3         | Femení  | [ 19 ] |
| 11            | Hoquei herba | Amistós              | Terrassa  | Catalunya | França                                     | 3-0          | Masculí | [ 19 ] |

| Novembre 2002 |              |                 |                     |           |                               |             |         |               |
| 2             | Halterofília | Torneig amistós | Girona              |           | Bulgària · Catalunya · França | 1rs 2ns 3rs | Masculí | [ 21 ]        |
| 2             | Corfbol      | Amistós         | Sant Adrià de Besòs | Catalunya | Països Baixos                 | 10-16       | Mixt    | [ 22 ]        |
| 12-13         | Escacs       | Amistós         | Caldes de Malavella | Catalunya | Islàndia                      | 10,5-5,5    | Masculí | [ 23 ] [ 24 ] |

| Desembre 2002 |               |         |                          |           |           |      |         |                      |
| 10            | Futbol sala   | Amistós | Santa Coloma de Gramenet | Catalunya | Austràlia | 14-0 | Femení  |                      |
| 22            | Corfbol       | Amistós | Mataró                   | Catalunya | França    | 26-8 | Mixt    | [ 25 ] [ 26 ] [ 27 ] |
| 28            | Hoquei patins | Amistós | Barcelona                | Catalunya | Portugal  | 3-3  | Masculí | [ 28 ]               |
| 28            | Futbol        | Amistós | Barcelona                | Catalunya | Xina      | 2-0  | Masculí | [ 29 ] [ 30 ]        |
| 29            | Voleibol      | Amistós | Tarragona                | Catalunya | Macedònia | 3-2  | Femení  | [ 31 ]               |

- En negreta els esports on les seleccions catalanes estan reconegudes oficialment.
- En negreta els campionats del món i continentals oficials.